# Liebmann Hersch
Pesach Liebmann Hersch (né le 25 mai 1882 et mort le 9 juin 1955), également connu sous le nom de Liebman Hersh  (ליבמאן הערש), est professeur de démographie et statistiques à l'Université de Genève et un intellectuel membre du Bund  (mouvement social démocrate juif crée en 1897 à Vilna). Son travail pionnier sur l'émigration juive lui ont valu une reconnaissance internationale.

## Biographie
Liebmann Hersch est né dans la petite ville lituanienne de  Pamūšis, dans le district de Šiauliai, à l'époque province de l'Empire russe. Il est le fils de Meyer Dovid Hersch (1858–1933) et de Hannah-Dvorah Hersch (née Blumberg; 1860–1890). Le père de Liebmann est un  "maskil" ( juif des lumières) , un journaliste qui a publié des articles dans la presse hébraïque notamment dans  Ha-Maggid et Ha-Melitz (en). Liebmann est  l'aîné des six fils. Peu après sa naissance (un ou deux ans) sa famille s'installe dans le village natal de son père Joniškis (Yanishok) où naquit un jeune frère en 1884. Ils déménagent à nouveau à Šiauliai (Shavel), la ville natale de sa mère . Là entre 1886 et 1890, naissent quatre autres garçons. La mère de  Liebmann meurt en 1890, à l'âge de 30 ans, sept semaines après avoir donné le jour à son plus jeune enfant.
En 1891 Meyer Dovid Hersch part pour l'Afrique du Sud, où il travaille  comme correspondant de la presse hébraïque d'Europe de l'Est. Durant le séjour de quatre ans de leur père en Afrique du Sud, Liebmann et ses frères ont été pris en charge par un enseignant de la ville. Le père de Liebmann revint à Šiauliai en 1895 (pour la Bar Mizwah de Liebmann). La même année il se remarie avec Ita Melamed Hersch (1871–1958). La famille s'installe alors à Varsovie, où Liebmann poursuit sa scolarité et participe aux activités de la jeunesse sioniste.
Liebmann Hersch étudie  les mathématiques à l'Université de Varsovie. Par suite de son engagement dans une activité militante anti-tsariste il est obligé de quitter Varsovie. Il part alors à Genève en 1904. En 1905 il rejoint l'Union générale des travailleurs juifs de Pologne (en) (Yiddish: Algemeyner Yidisher Arbeter Bund), ou simplement Bund—fondé en 1897. Influencé par les débats internes au Bund concernant l'économie et le futur politique des Juifs d'Europe de l'Est, Hersch axe ses recherches sur les causes et les caractéristiques de l'émigration juive.
À l'Université de Genève Liebmann Hersch  étudie la sociologie. Il passe sa licence en 1908. Il obtient son doctorat en 1913 pour son travail sur l'émigration des juifs d'Europe de l'Est Le Juif errant d'aujourd'hui  publié en français, qui est lauréat du prix de géographie de la même Université. Une édition révisée est publiée l'année suivante en yiddish sous le titre  Di yidishe emigratsie (L'émigration juive). Privat-docent de cette université depuis 1909, il est  nommé professeur extraordinaire en 1915  puis professeur ordinaire en 1921, titulaire de la chaire de Démographie et Statistiques.
Il publie nombre d'articles dans le cadre du  Bund qui traitent des problèmes politiques et sociaux. Écrits en polonais, en russe mais principalement en yiddish, ses articles mettent particulièrement l'accent sur l'émigration et les problèmes nationaux du judaïsme.
Dans les années 1920, Hersch étudie particulièrement la situation présente des Juifs d'Europe. En 1927 il publie une étude critique du Sionisme en trois volets dans le journal yiddish Di Tsukunft, étude établie sur des données statistiques et démographiques. Sur la base de cette étude il écrit son ouvrage La population de la Palestine et les perspectives du Sionisme, publié tout d'abord à Varsovie en yiddish en 1928, et traduit en français. En 1931 l'article de Hersch "International Migration of the Jews," devenu un  classique sur le sujet, apparaît dans la collection International Migrations (volume 2), éditée par Walter Willcox (en) et Ferenczi, et publié par le National Bureau of Economic Research à New York.
Dans les années 1930 la recherche menée par Liebmann Hersch comprend essentiellement des analyses  statistiques quantitatives. Ainsi se basant sur les statistiques officielles de l’État Polonais, il publie en 1937 une étude en yiddish comparant la criminalité des Juifs et des non-Juifs en Pologne publiée à Vilna in 1937, puis en 1938 en français à la librairie Félix Alcan sous le titre Le Juif délinquant.
Durant la Seconde Guerre mondiale, Liebmann Hersch déploie une intense activité pour aider les Juifs dans les territoires occupés par les nazis. En Suisse, il œuvre activement pour faire entrer en Suisse les socialistes juifs de France menacés de déportation. Grâce au réseau syndical et socialiste suisse (USS - Union syndicale suisse - et OSEO  - œuvre socialiste d’entraide ouvrière) il a pu aider à faire entrer en Suisse plus d'une centaine de bundistes de France. Représentant en Suisse du  Jewish Labor Committee, il  organise l'aide financière envoyée par les travailleurs américains.
Par la publication en français et en allemand de son ouvrage Mon Judaisme (Mein Judentum) , il  aide de nombreux juifs réfugiés dans les camps suisses  à trouver une réponse  à la simple question : que veut dire être juif.
Toujours intéressé par les problèmes des jeunes et leur éducation il est  membre du Bureau Exécutif de l' Union ORT (Organisation reconstruction travail), et de l'Œuvre de secours aux enfants (OSE).
Après la guerre, Liebmann Hersch  continue ses activités scientifiques, militantes et personnelles.
Depuis plusieurs années vice-président de l'Union pour l’Étude scientifique de la Population, il en est élu Président en 1949, poste auquel il succède à Adolphe Landry. En 1954 Hersch est élu Président de la Conférence mondiale sur la population organisée à Rome par les Nations unies (quatrième conférence internationale pour la démographie et les statistiques),, 
Durant cette période il voyage beaucoup.
Hersch se rend pour la première fois en Palestine en 1947 invité à participer au Congrès mondial pour les études juives à l'Université de Jérusalem. Il décrit la Palestine comme un a "joyau sur un volcan." Il devient plus conciliant avec le Sionisme  que ne l'était officiellement le Bund et défendait  des réalisations du Yishuv.
Il effectue un long voyage en Amérique du Sud où il rend visite aux bundistes d'Uruguay, d'Argentine et du Brésil. Il rend visite à sa famille en Afrique du Sud en 1952 qu'il n'avait pas revue depuis 1903.
Pendant les dix dernières années de sa vie, il a une activité politique au sein du Bund d'après guerre  (International Jewish Labor Bund (en)) :  Membre du Comité international de coordination, L. Hersch représente le parti aux congrès et au comité exécutif de l'Internationale socialiste. Il participe aux deux premiers congrès de l'après-guerre à Bruxelles en 1947 puis New-York en 1948. Il se rend à Montréal en Avril 1955 pour participer au troisième congrès. Malade, il renonce à participer aux débats. Le président du Bund, et ami de longue date de Liebmann Hersch, Emanuel Nowogrodzki (en) lira le discours de Liebmann.
De retour en Suisse, Liebmann Hersch s'éteint quelques semaines plus tard.

## Vie familiale
Liebmann Hersch est marié à Liba Hersch (née Lichtenbaum), de Warsaw. De leur union naissent Jeanne (1910), Irène (1917) et Joseph (1925). Jeanne Hersch est devenue une philosophe reconnue qui a enseigné à l'Université de Genève et a occupé à l'Unesco le poste de directrice de la philosophie..

## Ecrits
- Le Juif errant d'aujourd'hui : étude sur l'émigration des israélites de l'Europe orientale aux États-Unis de l'Amérique du Nord. Paris : Giard & Brière, 1913
- La population de la Palestine et les perspectives du sionisme. Rom : Amministrazione del "Metron", R. Università, Instituto de statistica e politica economica, 1928
- Le Juif délinquant; étude comparative sur la criminalité de la population juive et non-juive de la République polonaise. Paris : F. Alcan, 1938
- Mon Judaïsme (le Judaïsme vu par un positiviste juif). Genève 1941.